# Gran Premio motociclistico di Francia 1966
Il Gran Premio motociclistico di Francia fu il terzo appuntamento del motomondiale 1966.
Si svolse il 29 maggio 1966 sul circuito di Clermont-Ferrand. Tre le classi in programma: 250, 350 e sidecar.
Le gare delle moto sciolte videro il dominio di Mike Hailwood, mentre nei sidecar il campione uscente Fritz Scheidegger ottenne la seconda vittoria stagionale.

## Classe 350

### Arrivati al traguardo
| Pos. | Pilota           | Moto      | Tempo        | Punti |
| ---- | ---------------- | --------- | ------------ | ----- |
| 1    | Mike Hailwood    | Honda     | 1h 15' 42" 9 | 8     |
| 2    | Giacomo Agostini | MV Agusta | +19" 3       | 6     |
| 3    | Jim Redman       | Honda     | +2' 45" 6    | 4     |
| 4    | Gilberto Milani  | Aermacchi | +1 giro      | 3     |
| 5    | Renzo Pasolini   | Aermacchi | +1 giro      | 2     |
| 6    | Bruce Beale      | Honda     | +1 giro      | 1     |
| 7    | Malcolm Stanton  | Norton    | +2 giri      |       |
| 8    | Jacques Roca     | Ducati    | +2 giri      |       |
| 9    | Ron Wilson       | Norton    | +2 giri      |       |
| 10   | Gøsta Jensen     | Honda     | +3 giri      |       |

## Classe 250
21 piloti alla partenza.

### Arrivati al traguardo
| Pos | Pilota          | Moto        | Tempo        | Punti |
| --- | --------------- | ----------- | ------------ | ----- |
| 1   | Mike Hailwood   | Honda       | 1h 07' 51" 4 | 8     |
| 2   | Jim Redman      | Honda       | +45" 8       | 6     |
| 3   | Phil Read       | Yamaha      | +1' 22" 3    | 4     |
| 4   | Derek Woodman   | MZ          | +1 giro      | 3     |
| 5   | Heinz Rosner    | MZ          | +1 giro      | 2     |
| 6   | Daniel Lhéraud  | Yamaha      | +1 giro      | 1     |
| 7   | Gilberto Milani | Aermacchi   | +2 giri      |       |
| 8   | Claude Vigreux  | Moto Morini | +2 giri      |       |
| 9   | Jacques Roca    | Bultaco     | +2 giri      |       |
| 10  | Renzo Pasolini  | Aermacchi   | +3 giri      |       |

## Classe sidecar

### Arrivati al traguardo
| Pos | Pilota            | Passeggero       | Moto | Tempo     | Punti |
| --- | ----------------- | ---------------- | ---- | --------- | ----- |
| 1   | Fritz Scheidegger | John Robinson    | BMW  | 59' 05" 5 | 8     |
| 2   | Colin Seeley      | Wally Rawlings   | BMW  | +39" 6    | 6     |
| 3   | Max Deubel        | Emil Hörner      | BMW  |           | 4     |
| 4   | Georg Auerbacher  | Wolfgang Kalauch | BMW  |           | 3     |
| 5   | Chris Vincent     | Graham Steward   | BMW  |           | 2     |
| 6   | Barry Thompson    | Gerald Wood      | BMW  | +1 giro   | 1     |

## Fonti e bibliografia
- Corriere dello Sport, 30 maggio 1966, pag. 8.
- "Motor" n° 23 del 10 giugno 1966, pag. 549, su motorracehistorie.nl. URL consultato l'8 agosto 2011 (archiviato dall'url originale il 27 ottobre 2013).